# خانه مرتضی عاصمی
خانه مرتضی عاصمی (عاصمی اصفهانی) مربوط به دوره سلجوقیان است و در اصفهان، خیابان کمال، کوی دو مناره دارالضیافه ـ محل جویباره واقع شده و این اثر در تاریخ ۷ مهر ۱۳۵۴ با شمارهٔ ثبت ۱۱۰۸ به‌عنوان یکی از آثار ملی ایران به ثبت رسیده‌است.